# Štokavisk dialekt

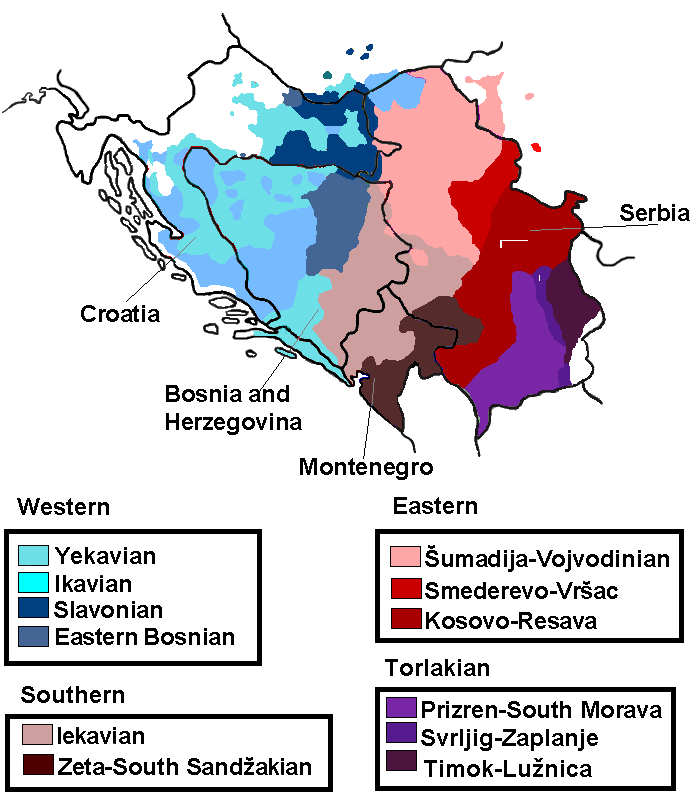
Engelsk karta över štokaviska underdialekter i Serbien, Kroatien, Montenegro och Bosnien-Hercegovina.

Štokaviska (bosniska, kroatiska, montenegrinska, serbiska: štokavica, štokavski) är en dialekt som används som standardspråk i bosniska, kroatiska, montenegrinska och serbiska. Štokaviska talas i Bosnien-Hercegovina, Montenegro, Serbien och större delen av Kroatien (bland annat Slavonien och Dalmatien). 
I Kroatien är štokaviska en av tre dialekter. De två övriga är čakaviska och kajkaviska. De två sistnämnda har gjort avtryck i den standardiserade kroatiskan.  